# Wielkopolski Związek Drużyn
Wielkopolski Związek Drużyn – jednostka terytorialna Organizacji Harcerzy ZHR, należąca do Wielkopolskiej Chorągwi Harcerzy ZHR. Zrzesza drużyny działające na terenie Wielkopolski, a w szczególności: Piły, Trzcianki, Wysokiej i Granowa.

## Historia
Związek powołany został w dniu 18 marca 2012 rozkazem komendanta Wielkopolskiej Chorągwi Harcerzy ZHR, hm. Sławomira Kużaja.

## Jednostki związku
- 1 Trzcianecka Drużyna Harcerzy
- 2 Krąg Harcerzy Starszych „Mafeking” Gromada w Lądzie
- 16 Pilska Drużyna Harcerzy „Zwiad” im. Jana Pawła II
- 16 Pilska Drużyna Wędrowników „Czarne Stopy”
- Samodzielny zastęp harcerzy z Wysokiej
- Samodzielny zastęp harcerzy z Granowa

## Komendanci Związku
- hm. Sławomir Kużaj (od 18 marca 2012)